# Suzi P
Suzi Estera Pancenkov, känd som Suzi P, född 11 december 2002 i Bjuv, är en svensk pop- och hiphopmusiker. Hon är yngre syster till Idoltvåan Paulina Pancenkov.

## Biografi
Suzi Pancenkov växte upp i Bjuv i Skåne län.
Pancenkov uppmärksammades hösten 2017 av Linda Pira när hon medverkade i sin systers livevideo på Facebook. Detta medförde att hon började ladda upp covers och egna tolkningar av andra kända artisters låtar på sitt Instagramkonto. Dessa covers engagerade fans.
I mars 2019 debuterade Pancenkov under artistnamnet Suzi P med singeln ”Shunon”. Videon regisserades av Alexandra Dahlström. I april 2019 var Suzi P ”Veckans Artist” i Sveriges Radio P3 Din Gata, och i oktober 2019 följde hon upp med singeln ”Livin' La Vida” som producerats av Joy Deb.
I augusti 2019 gjorde Suzi P sitt första TV-framträdande i Sommarlov i  SVT som uppmärksammades av Aftonbladet och Expressen i och med att låten "Shunon" ansågs vara för kontroversiell för formatet. Föräldrar till barn som var på plats under inspelningen reagerade på att artisten fick framföra en låt där texten romantiserar en kriminell livsstil, narkotikaanvändande, innehåller svordomar och hånar polisens arbete mot organiserad brottslighet. Svt försvarade sitt val av artist med att de hade fått artisten att byta ut ordet "kokain" mot "dubbelliv". Den censurerade versionen finns bara att lyssna till på YouTube.
I november 2019 meddelade SVT att Suzi P skulle delta i Melodifestivalen 2020. Den 1 februari framträdde Suzi P i deltävling 1 i Linköping. Samma dag släpptes singeln Moves. Även denna producerad av Joy Deb.

## Diskografi

### Singlar
| År   | Titel Singel             | Information             |
| ---- | ------------------------ | ----------------------- |
| 2019 | Shunon                   | Släppt: 8 mars 2019     |
| 2019 | FLAX                     | Släppt: 3 maj 2019      |
| 2019 | Hadi Gel Ft. Sinan Remix | Släppt: 19 juni 2019    |
| 2019 | Livin' La Vida           | Släppt: 3 oktober 2019  |
| 2020 | Moves                    | Släppt: 1 februari 2020 |
| 2020 | Sluta Höra Av Dig        | Släppt: 5 november 2020 |